# Karksi
Karksi (deutsch: Karkus) ist eine ehemalige Landgemeinde im estnischen Kreis Viljandi mit einer Fläche von 322,29 km². Sie hatte 4022 Einwohner (Stand: 1. Januar 2010). Am 24. Oktober 2017 wurden die Landgemeinden Karksi, Abja, Halliste und die Kleinstadt Mõisaküla zur neuen Landgemeinde Mulgi vereinigt.
Neben der Stadt Karksi-Nuia (2059 Einwohner, bis 1987 Nuia) umfasste die Landgemeinde die Dörfer Äriküla, Ainja, Allaste, Hirmuküla, Karksi, Kõvaküla, Leeli, Lilli, Metsaküla, Morna, Muri, Mäeküla, Oti, Polli, Pärsi, Pöögle, Sudiste, Suuga, Tuhalaane und Univere.
Karksi wurde erstmals 1241 urkundlich erwähnt. Im 13. Jahrhundert bildeten sich das Kirchspiel und die Burg heraus. An eine Seitenmauer der 1708 untergegangenen Burg wurde 1787 die Peetri-Kirche von Karksi mit ihrem markanten Turm errichtet. Das heutige Herrenhaus von Karksi wurde im 18. Jahrhundert im frühklassizistischen Stil errichtet.

## Ordensburg Karkus
Karksi wurde erstmals 1241 urkundlich erwähnt. Im 13. Jahrhundert wurde die Burg Karkus errichtet. An eine Seitenmauer der 1708 zerstörten Burg des Deutschen Ordens wurde 1787 die Peetri-Kirche von Karksi mit ihrem markanten Turm errichtet. Die Burg ist heute eine Ruine.

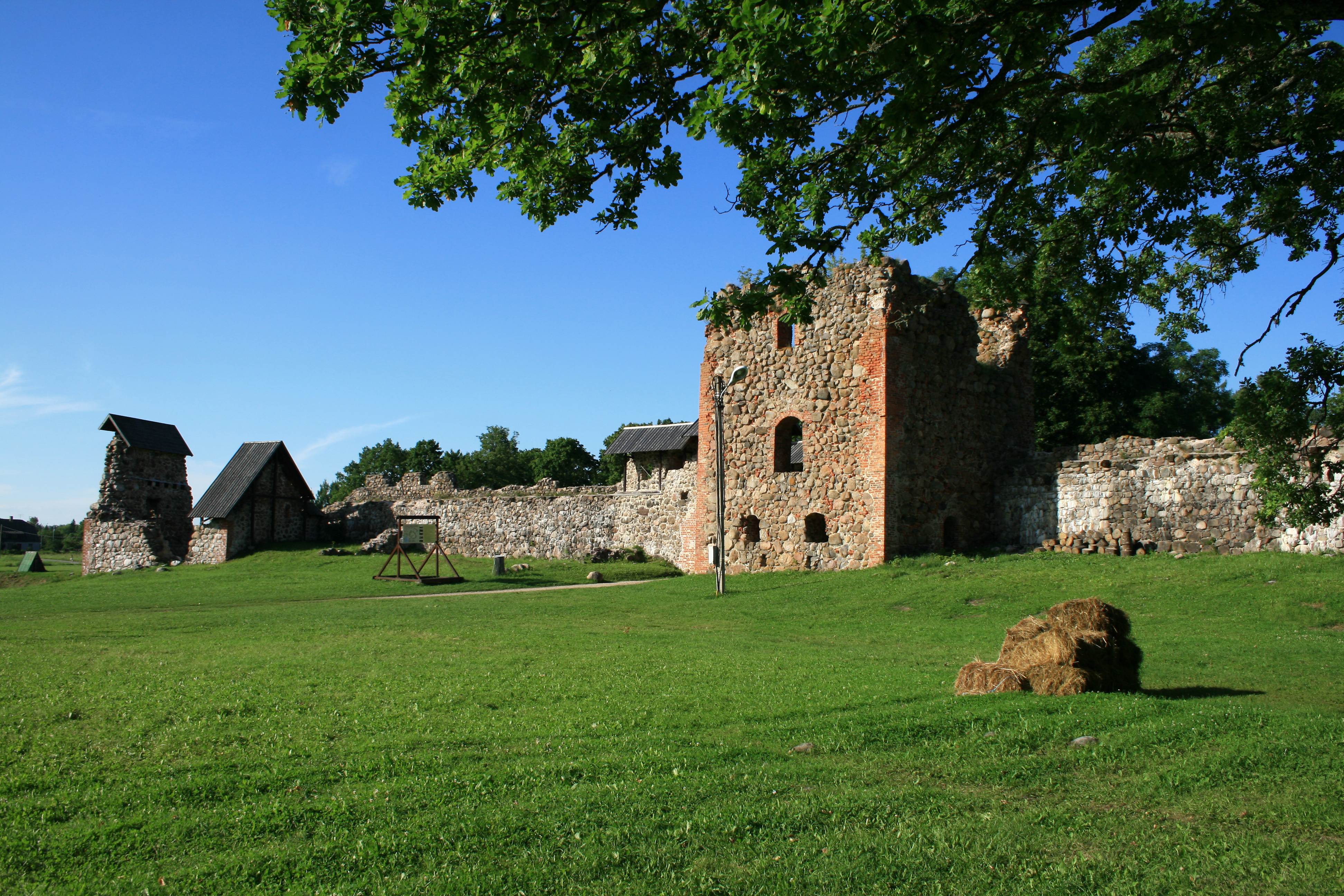
Burg Karkus
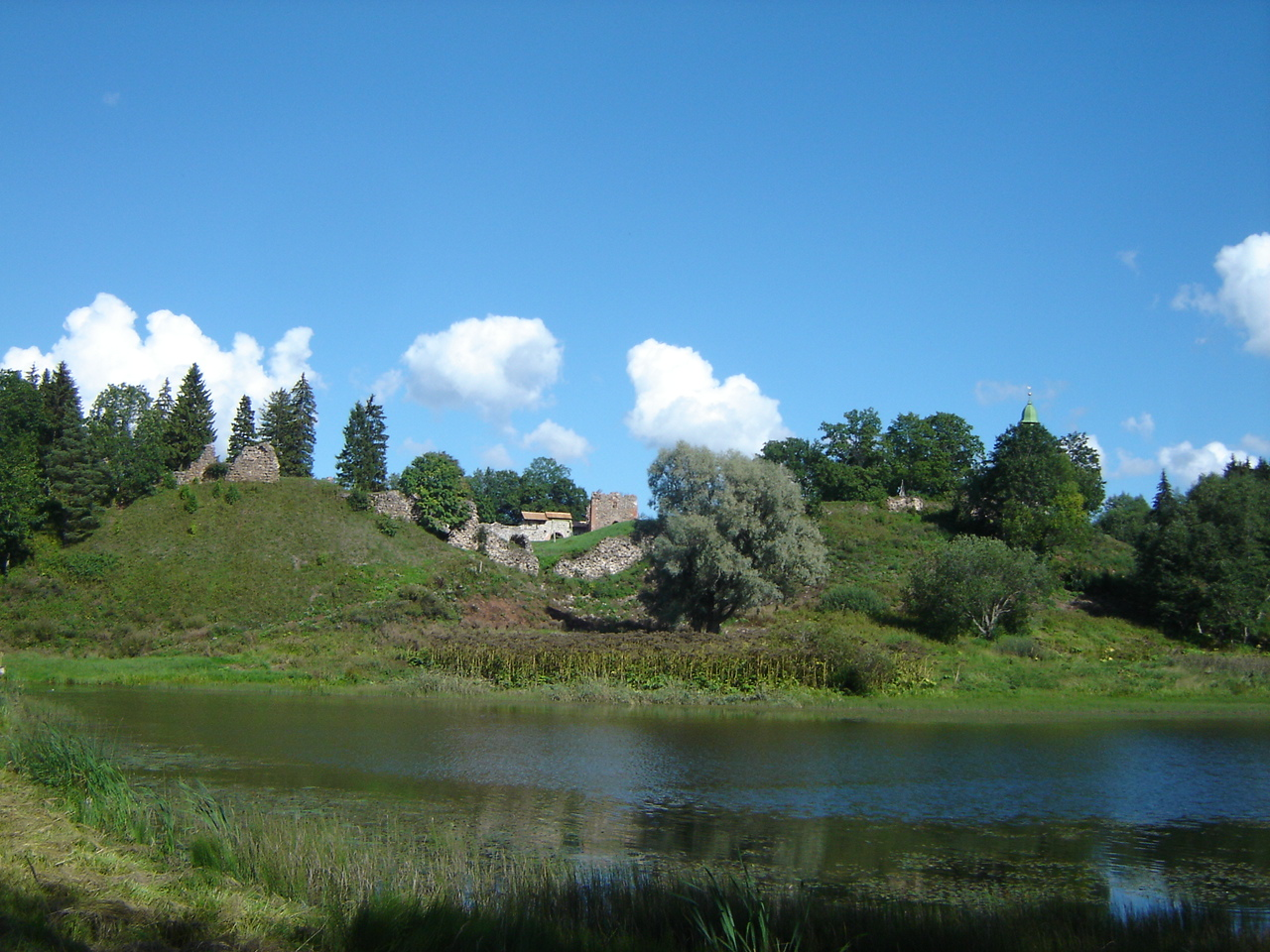
Burg Karkus
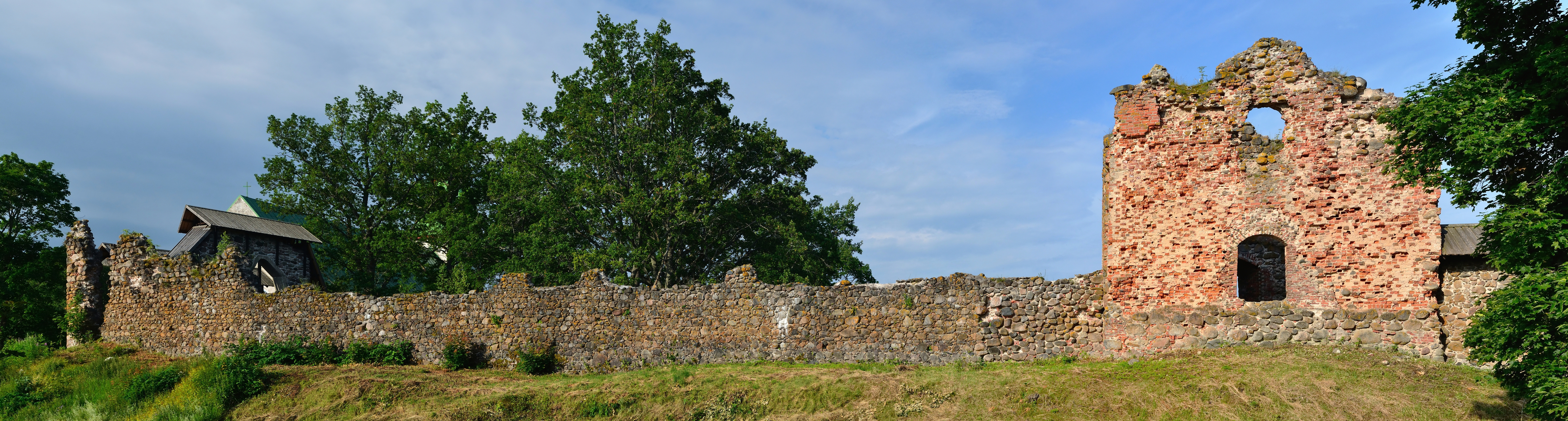
Burg Karkus
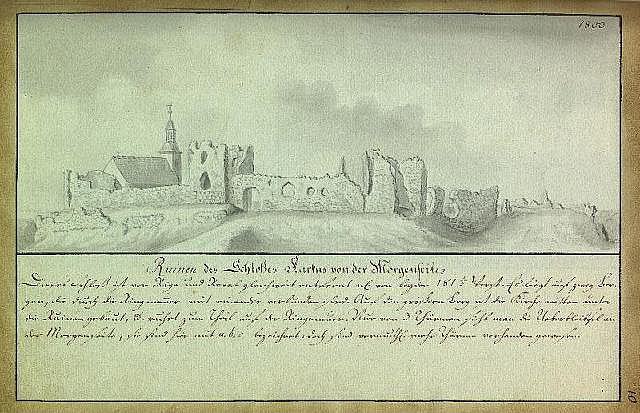
Johann Christoph Brotze: Ruinen des Schloßes Karkus von der Morgenseite, 1800
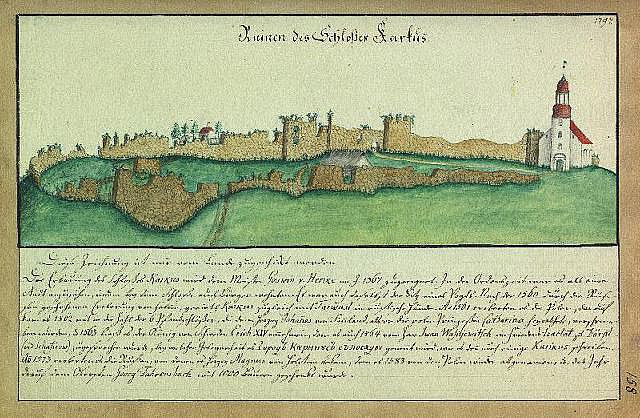
Johann Christoph Brotze: Ruinen des Schloßes Karkus, 1797